# 개성소년형무소
개성소년형무소(開城少年刑務所)는 대한민국의 옛 교도소이며, 경기도 개성시에 위치하였다.
1923년, 경성형무소 개성분감을 승격시켜 개성소년형무소가 신설되었다. 개성소년형무소는 18세 미만의 남자 소년과 이에 준하는 자를 수용하였다. 광복 이후 개성시가 38선 이남에 있었던 관계로 대한민국에 귀속되었다. 이 형무소는 38도선에서 불과 1km 남쪽에 있었다.
1950년 6월 25일, 조선인민군의 기습 남침이 일어나 형무소(당시 명칭)가 포위되자, 당시 우학종(禹學鍾) 교도소장은 교도관들 및 일부 소년 재소자들과 함께 10시간 동안 형무소를 사수하였으나, 중과부적으로 자살하였다. 1989년 그의 동상이 서울구치소에 세워졌다. 개성소년교도소 자리에는 조선민주주의인민공화국의 통치하에서 1952년 수립된 개성방직공장이 들어서 있다.
한편 개성소년형무소는 1950년 이후 대한민국에서, 잠시 동안 서류상의 기관으로나마 존속되었다. 1961년 12월 23일 형무소가 교도소로 개칭됨에 따라 개성소년교도소(開城少年矯導所)로 개칭되었으며, 1963년 9월 3일, 대한민국 각령 제1476호로 개성소년교도소가 개성교도소(開城矯導所)로 개칭되었다. 그러나 같은 해 10월 5일, 각령 제1594호로 개성교도소가 폐지되었다.